# Amtsgericht Bargteheide
Das Amtsgericht Bargteheide war ein deutsches Amtsgericht mit Sitz in Bargteheide.

## Geschichte
Mit der Annexion Schleswig-Holsteins wurden 1867 in der nunmehr preußischen Provinz fünf Kreisgerichte und das übergeordnete Appellationsgericht Kiel eingerichtet. Als Eingangsgerichte wurden Amtsgerichte geschaffen, darunter das Amtsgericht Bargteheide als eines von 13 Amtsgerichten des Kreisgerichts Altona. Den Gerichtssprengel bildete das Amt Tremsbüttel mit dem Gut Mönkenbrook (außer den Dörfern Idstedt und Tönningstedt und der Dorfschaft Neurahlstedt), die Güter Jersbeck, Stegen und Wulksfelde sowie vom Kanzleigut Tangstedt den sogenannten Duvenstedter Bruch und vom Gut Borstel Haidkrug und Cayhude.
Mit dem Inkrafttreten des deutschen Gerichtsverfassungsgesetzes am 1. Oktober 1879 wurden reichsweit einheitlich Amts-, Land- und Oberlandesgerichte geschaffen. Das Amtsgericht Bargteheide blieb bestehe und war nun dem Landgericht Altona nachgeordnet.
Sein Gerichtsbezirk umfasste nun aus dem Kreis Stormarn die Gemeindebezirke Bargfeld, Bargteheide, Delingsdorf, Elmenhorst, Fischbek, Hammoor, Jersbek, Klein Hansdorf, Lasbek Dorf, Lasbek Gut, Mönkenbrook, Nienwohld, Stegen, Tremsbüttel, Vorburg und Wulksfelde sowie die Gutsbezirke Bargteheide (Forstgutsbezirk), Jersbek, Stegen und Wulksfelde. Hinzu kam aus dem Kreis Segeberg die Gemeindebezirke Itzstedt, Kayhude und Nahe. Am Gericht bestand 1880 eine Richterstelle. Das Amtsgericht war damit ein kleines Amtsgericht im Landgerichtsbezirk.
Mit dem Groß-Hamburg-Gesetz von 1937 wurde das Amtsgericht Bargteheide dem Landgericht Lübeck zugeordnet. Im Jahre 1970 wurde das Amtsgericht Bargteheide aufgelöst, und das Amtsgericht Ahrensburg übernahm dessen Aufgaben.

## Amtsgerichtsgebäude
Das Amtsgerichtsgebäude (Alte Landstraße 68) wird heute als Polizeizentralstation Bargteheide genutzt.